# Wild Cat (Danko Jones)
Wild Cat è l'ottavo album in studio del gruppo hard rock canadese Danko Jones. L'album è stato pubblicato il 3 marzo 2017 attraverso AFM Records.
Il 14 dicembre 2016 è stato rivelato che il titolo dell'8º album dei Danko Jones sarebbe stato Wild Cat, e che sarà pubblicato il 3 marzo 2017. La band ha anche annunciato un tour europeo di 17 date per accompagnare l'uscita dell'album.
Il 2017 ha visto altri quattro tour: un tour canadese di primavera, il solito tour dei festival estivi, un tour autunnale canadese e un tour nordico invernale. Il 1º febbraio 2018, è stato annunciato che avrebbero supportato Skindred nel loro tour di aprile nel Regno Unito, insieme ai CKY. A maggio, hanno annunciato un altro tour europeo previsto per novembre/dicembre.
Wild Cat è stato ben accolto dalla maggior parte dei critici musicali contemporanei. Sul sito web di aggregazione di recensioni, Metacritic, che normalizza le classificazioni musicali, Wild Cat ha ottenuto un punteggio medio di 74 su 100, indicando "recensioni generalmente favorevoli basate su quattro critici".

## Tracce
1. I Gotta Rock – 3:39
2. My Little RnR – 3:44
3. Going Out Tonight – 3:31
4. Your Are My Woman – 3:24
5. Do This Every Night – 3:11
6. Let's Start Dancing – 3:13
7. Wild Cat – 3:46
8. She Likes It – 3:25
9. Success In Bed – 3:34
10. Diamond Lady – 3:36
11. Revolution (But Then We Make Love) – 3:35